# جورج فولي
جورج فولي (بالإنجليزية: George Foley)‏ هو دلال وعامل مناجم وسياسي أسترالي، ولد في 28 نوفمبر 1872 في أستراليا، وتوفي في 27 أكتوبر 1945 في نفس البلد. حزبياً، نشط في حزب العمال الأسترالي ( – مارس 1917) وNational Labor Party ‏ (مارس 1917 – ). وقد انتخب عضو الجمعية التشريعية لأستراليا الغربية عن دائرة Electoral district of Mount Leonora ‏ (3 أكتوبر 1911 – 18 نوفمبر 1920) وفي 1920 Kalgoorlie by-election ‏، انتخب عضو مجلس النواب الأسترالي عن دائرة Division of Kalgoorlie ‏ (18 ديسمبر 1920 – 16 ديسمبر 1922).